# Паремский, Юлиан Мартынович
Юлиан Мартынович Паремский (1906-1987) — советский военный деятель, полковник, начальник Казахского и Азербайджанского Управлений пограничных войск МГБ СССР.

## Биография
Родился в 1906 году в д. Пеньки Белостокского уезда Гродненской губернии в семье чернорабочего. Член ВКП(б) с января 1931 г.
Сирота, воспитывался в детском доме. С марта 1919 г. работал помощником сапожника в Челябинске.
В августе 1925 г. призван в РККА и направлен в Ульяновскую пехотную школу.
С июля 1928 г. в войсках ОГПУ — КГБ. Звания: старший лейтенант (31.05.1936); майор (?); подполковник (02.07.1940); полковник (1943).
Послужной список:
- июль 1928 — июнь 1929 командир взвода учебного кавалерийского пограничного полка.
- июнь 1929 — октябрь 1932 начальник контрольного пункта, уполномоченный Охотского отдельного морского КПП.
- октябрь 1932 — декабрь 1933 слушатель ВПШ ОГПУ.
- с декабря 1933 г. — старший уполномоченный оперативной группы, с мая 1936 г. — помощник начальника отделения УПО и войск полпредства ОГПУ — УПВО УНКВД по Дальневосточному краю.
- октябрь 1937 — май 1939 курсант Военной академии им. М. В. Фрунзе.
- май 1939 — январь 1942 начальник штаба УПВ НКВД Казахского округа.
- февраль 1942 — декабрь 1944 начальник штаба УПВ НКВД Забайкальского округа.
- декабрь 1944 — сентябрь 1946 начальник штаба УПВ НКВД — МВД Украинского округа.
- ноябрь 1946 — октябрь 1949 начальник УПВ МВД Казахского округа.
- октябрь 1949 — август 1950 начальник УПВ МГБ Казахского округа.
- август 1950 — март 1953 начальник УПВ МГБ Азербайджанского округа.
- март — апрель 1953 начальник УПВ МВД Азербайджанского округа.
- апрель — июнь 1953 1-й заместитель начальника УПВ МВД Закарпатского округа — начальник штаба.
- сентябрь 1953 — март 1954 1-й заместитель начальника УПВ МВД Украинского округа — начальник штаба.
- март — октябрь 1954 заместитель начальника УПВ МВД Юго-Западного округа.
- октябрь 1954 — август 1957 помощник старшего советника КГБ при МОБ Китая по пограничным войскам.
- август 1957 — январь 1960 1-й заместитель начальника УПВ КГБ Восточного округа — начальник штаба.
- январь — ноябрь 1960 и. о. заместителя начальника Оперативной группы ПВ КГБ при СМ Казахской ССР.

Приказом КГБ СССР от 9 ноября 1960 г. уволен в запас Советской Армии по выслуге лет.
Жил в Алма-Ате, где и умер в 1987 году.
Избирался депутатом Верховного Совета Казахской ССР 2-го созыва.